# Ciobănuș
Ciobănuș – wieś w Rumunii, w okręgu Bacău, w gminie Asău. W 2011 roku liczyła 515 mieszkańców.